# Novoajdar
Novoajdar (ukrajinsky i rusky Новоайдар) je sídlo městského typu v Luhanské oblasti na Ukrajině. Leží v Donbasu na řece Ajdaru ve vzdálenosti přibližně šedesáti kilometrů severně od Luhansku, správního střediska celé oblasti, a přibližně čtyřiceti kilometrů jižně od Starobilsku. V roce 2013 měl Novoajdar přes osm tisíc obyvatel.

## Dějiny
Novoajdar byl založený v roce 1685.
Za druhé světové války byl Novoajdar obsazený německou armádou od 12. července 1942 do 21. ledna 1943.
Od roku 1957 má Novoajdar status sídla městského typu.

### Rodáci
- Alexandr Samojlovič Šopin (1917–1982) – sovětský voják
- Jevhen Serhijovyč Selin (*1988) – ukrajinský fotbalista
- Hanna Viktorivna Lisejenkova (*1991) – ukrajinská volejbalistka